# فادزيم ميازها
فادزيم ميازها (مواليد 31 أغسطس 1974) هو ملاكم بيلاروسي، مثّل بلاده في الألعاب الأولمبية الصيفية 1996.

## روابط خارجية
فادزيم ميازها على موقع أوليمبيديا (الإنجليزية)